# Christian Roberto
Christian Roberto (Messina, 26 dicembre 2001) è un attore e ballerino italiano.
Attivo come ballerino fin da bambino, ha ottenuto ruoli di primo piano in film come Grotto, Cruel Peter e Sulla stessa onda, in quest'ultimo in qualità di protagonista. 

## Biografia
Dopo aver studiato vari stili di danza fin da bambino, Christian Roberto debutta in televisione a soli 7 anni nella prima edizione di Italia's Got Talent, riuscendo ad approdare nella fase finale della trasmissione. Lavora nel frattempo in varie produzioni televisive, tra cui Baciamo le mani: Palermo-New York 1958, serie TV in cui ha modo di apparire in 8 episodi. Ottiene successivamente vari ruoli in ambito teatrale, tra cui quelli di Billy Elliot e Michael nel musical Billy Elliot; per il ruolo di Michael viene premiato durante gli Italian Musical Awards 2016, manifestazione tenutasi al Teatro Brancaccio di Roma. Nel 2011 interpreta inoltre il ruolo di Chicco nel musical La bella e la bestia. Nel 2015 debutta sul grande schermo con il film Grotto, il quale vince il premio di "miglior film" al Giffoni Film Festival.
Nel 2018 prende parte alla serie TV La vita promessa, mentre 2019 interpreta il ruolo di Alfredo nel film Cruel Peter, distribuito come esclusiva RAIPlay. Nel 2021 è co-protagonista del film Sulla stessa onda, distribuito invece da Netflix. Contestualmente continua a lavorare anche come attore teatrale, interpretando il ruolo di Sky nell'edizione italiana del noto musical Mamma Mia!, e come ballerino, esibendosi in numerose trasmissioni televisive come Battiti Live e L'anno che verrà. Nel 2023 entra a far parte del cast della soap opera Il paradiso delle signore e del musical teatrale tratto dalla serie TV Mare fuori.

## Filmografia

### Cinema
- Grotto, regia di Micol Pallucca (2015)
- Poli opposti, regia di Max Croci (2015)
- Cruel Peter, regia di Christian Bisceglia e Ascanio Malgarini (2019)
- Sulla stessa onda, regia di Massimiliano Camaiti (2021)
- Involontaria - L'esame, regia di Alessandro Guida (2022)

### Televisione
- L'onore e il rispetto – Serie TV (2012)
- Baciamo le mani: Palermo-New York 1958 – Serie TV, 8 episodi (2013)
- Un passo dal cielo – Serie TV (2014)
- La vita promessa – Serie TV, 7 episodi (2018-2020)
- Il paradiso delle signore – Soap opera (2023)
- Luce dei tuoi occhi - Serie TV, 6 episodi (2023)
- Mascaria - Film TV (2024)

### Videoclip
- Per sempre – Luciano Ligabue (2014)
- Se mi guardi così – Cricca (2023)
- Non litighiamo più – Rocco Hunt (2023)

### Campagne pubblicitarie
- Cornetto Algida (2021-2024)

## Programmi televisivi
- Italia's Got Talent – Concorrente (2009-2010)
- L'anno che verrà – Ballerino (2020-2021)
- Battiti Live – Ballerino (2021-2024)